# Grupo de la Alianza de los Liberales y Demócratas por Europa
El Grupo de la Alianza de los Liberales y Demócratas por Europa fue un grupo político del Parlamento Europeo compuesto por casi todos los diputados del Partido de la Alianza de los Liberales y Demócratas por Europa y del Partido Demócrata Europeo, así como de algunos partidos no adscritos. Su sucesor es el actual Renovar Europa.
Fue el cuarto grupo en número de escaños en la octava legislatura del Parlamento Europeo (2014-2019) y era considerado la referencia liberal en las instituciones europeas, teniendo grupo en el Consejo de Europa (llamado ALDE-PACE), en el Comité de las Regiones de la Unión Europea y en la Asamblea Parlamentaria de la OTAN.
Desde julio de 2009, el presidente del Grupo de la Alianza de los Liberales y Demócratas por Europa fue el belga Guy Verhofstadt, de los Liberales y Demócratas Flamencos, sucediendo al inglés Graham Watson del Liberal Demócratas.
El grupo de los liberales europeos integraba hasta el 26 de septiembre de 2018 al recién creado PDeCAT (demócratas de Cataluña), sucesor de Convergencia I Unió, fecha en la que fue expulsado por unanimidad.

## Historia

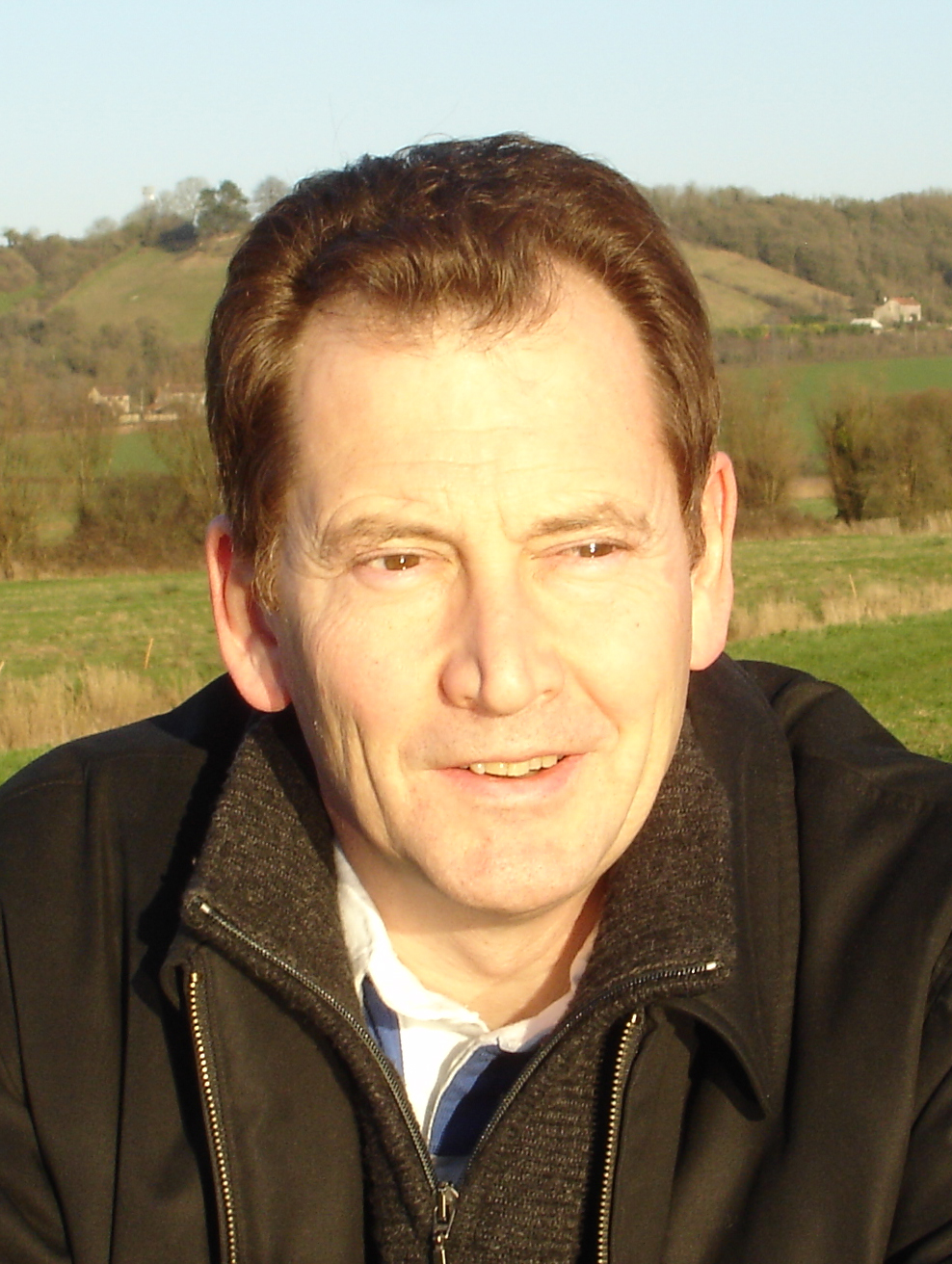
Graham Watson, portavoz en la legislatura 2004-2009.

El Grupo de la Alianza de los Liberales y Demócratas por Europa tuvo su origen en las primeras reuniones de la Asamblea Común de la Comunidad Europea del Carbón y del Acero, fundándose el Grupo de Liberales y afines el 23 de junio de 1953. A medida que la Asamblea se convirtió en Parlamento, los gaullistas se separaron del grupo, y se dio entrada a los nuevos países de la Unión Europea, el grupo se convirtió en el Grupo Liberal, Democrático y Reformista el 13 de diciembre de 1985, cambiando posteriormente a Grupo del Partido Europeo de los Liberales, Demócratas y Reformistas para coincidir con el nombre del partido europeo.
No fue hasta el inicio de la quinta legislatura, el 20 de julio de 2004, cuando el Partido Europeo de los Liberales, Demócratas y Reformistas y el Partido Demócrata Europeo se aliaron en el Parlamento Europeo para la creación del grupo político. Esta primera legislatura, donde contaron con 88 eurodiputados de 732 asientos, el grupo eligió al inglés Graham Watson como presidente.
En esta primera legislatura, el grupo se fijó 10 objetivos primordiales, entre los que figuraba la promoción de la paz y la creación de una federación europea, hacer de la UE un actor global, tanto en su dimensión económica como política, democratizar las estructuras de la Unión, garantizar los derechos fundamentales de todos los ciudadanos europeos o promover la educación a todos los niveles, así como garantizar plenamente el reconocimiento de las regiones europeas y mejorar su poder.
En las Elecciones al Parlamento Europeo de 2009, el grupo obtuvo 84 escaños, manteniéndose como la tercera fuerza política de la Eurocámara. La portavocía y liderazgo del grupo corrió a manos del ex primer ministro belga Guy Verhofstadt. El grupo mantuvo su línea de la anterior legislatura, dando especial importancia al afianzamientos del mercado único y la ampliación de los derechos fundamentales para la protección de las minorías y en contra de la discriminación, así como la lucha por el reconocimiento en todos los Estados miembro de los matrimonios entre personas del mismo sexo celebrados en algunos países.
En la octava legislatura, tras unos resultados discretos en las elecciones al Parlamento Europeo de 2014 y la salida de los diputados del Partido Nacional Liberal de Rumanía y del Fianna Fáil de Irlanda, el grupo decidió abrirse a nuevos miembros como el Partido da Terra de Portugal, el ANO 2011 de la República Checa y los españoles Unión Progreso y Democracia y Ciudadanos-Partido de la Ciudadanía, creando problemas internos por la posición contra la independencia de Cataluña de ambas formaciones, frente a la posición favorable de Convergència Democràtica de Catalunya y del Partido Nacionalista Vasco. Finalmente la situación se resolvió con la entrada de UPyD y Cs y la creación de un subgrupo para hablar de autogobierno para CDC y PNV.

### Presidentes del grupo
El Grupo de la Alianza de los Liberales y Demócratas por Europa tuvo dos presidentes diferentes desde su fundación.
| Periodo   | Nombre          | Estado      | Partido político                 |
| --------- | --------------- | ----------- | -------------------------------- |
| 2004-2009 | Graham Watson   | Reino Unido | Liberal Demócratas               |
| 2009-     | Guy Verhofstadt | Bélgica     | Liberales y Demócratas Flamencos |

### Presidentes del Parlamento
Desde su fundación, el 20 de julio de 2004, el Grupo de la Alianza de los Liberales y Demócratas por Europa no logró presidir el Parlamento Europeo, si bien, su grupo predecesor, el Grupo del Partido Europeo de los Liberales, Demócratas y Reformistas, logró ese puesto en cuatro periodos: de 1962 a 1964 con el italiano Gaetano Martino, de 1973 a 1975 con el neerlandés Cornelis Berkhouwer, de 1979 a 1981 con el francés Simone Veil y de 2002 a 2004 con el irlandés Pat Cox.

## Organización
El Grupo de la Alianza de los Liberales y Demócratas por Europa se organizaba a través de la presidencia, la mesa y las reuniones del grupo y la mesa.
La presidencia
La presidencia del grupo estaba formada por el presidente y ocho vicepresidentes. Esta se reunía una vez al mes para planificar las actividades del grupo y preparar las decisiones de la mesa.
| Presidencia           |              |                                     |
| Presidente            |              |                                     |
| Nombre                | Estado       | Partido político                    |
| Hans van Baalen       | Países Bajos | VVD                                 |
| Vicepresidentes       |              |                                     |
| Nombre                | Estado       | Partido político                    |
| Henrik Bach Mortensen | Dinamarca    | Venstre                             |
| Timmy Dooley          | Irlanda      | Fianna Fáil                         |
| Fredrick Federley     | Suecia       | Centerpartiet                       |
| Luis Garicano         | España       | Ciudadanos-Partido de la Ciudadanía |
| Ilhan Kyuchyuk MEP    | Bulgaria     | MRF                                 |
| Markus Löning         | Alemania     | FDP                                 |
| Angelika Mlinar       | Austria      | NEOS                                |
| Baroness Ros Scott    | Reino Unido  | Liberal Democrats                   |

La mesa
La Mesa era el órgano principal de toma de decisiones del grupo, y estaba integrado por los líderes de todas las delegaciones nacionales. Se encargaba de supervisar las estrategias políticas del grupo.

## Parlamento Europeo
El grupo de la Alianza de los Liberales y Demócratas por Europa fue el sexto grupo en número de escaños en la octava legislatura del Parlamento Europeo, sumando un total de 68 eurodiputados, un 9,05% de la cámara, de 17 Estados miembro de la Unión Europea.

### Diputados
| País            | Partido                                                  | Partido Europeo | Diputados | Diferencia 2009-2014 |
| --------------- | -------------------------------------------------------- | --------------- | --------- | -------------------- |
| Alemania        | Partido Democrático Liberal                              | ALDE            | 3/96      | 8                    |
| Alemania        | Electores Libres                                         | PDE             | 1/96      | 8                    |
| Austria         | NEOS - Foro Liberal                                      | ALDE            | 1/18      | 1                    |
| Bélgica         | Liberales y Demócratas Flamencos                         | ALDE            | 3/21      | 1                    |
| Bélgica         | Movimiento Reformador                                    | ALDE            | 2/21      | 1                    |
| Bélgica         | Movimiento de los Ciudadanos para el Cambio              | PDE             | 1/21      | 1                    |
| Bulgaria        | Movimiento por Derechos y Libertades                     | ALDE            | 4/17      | 1                    |
| Croacia         | Partido Popular de Croacia – Liberal Demócratas          | ALDE            | 1/11      | 2                    |
| Croacia         | Asamblea Democrática de Istria                           | ALDE            | 1/11      | 2                    |
| Dinamarca       | Izquierda-Partido Liberal de Dinamarca                   | ALDE            | 2/13      | Sin cambios          |
| Dinamarca       | Izquierda Radical                                        | ALDE            | 1/13      | Sin cambios          |
| Eslovaquia      | Libertad y Solidaridad                                   | ALDE            | 1/13      | Sin cambios          |
| Eslovenia       | Partido Democrático de los Pensionistas de Eslovenia     | PDE a           | 1/8       | 1                    |
| España          | Unión Progreso y Democracia                              |                 | 4/54      | 6                    |
| España          | Ciudadanos-Partido de la Ciudadanía                      | ALDE            | 2/54      | 6                    |
| España          | Partido Demócrata Europeo Catalán (Coalición por Europa) | PDE             | 1/54      | 6                    |
| España          | Partido Nacionalista Vasco (Coalición por Europa)        | PDE             | 1/54      | 6                    |
| Estonia         | Partido Reformista Estonio                               | ALDE            | 2/6       | Sin cambios          |
| Estonia         | Partido del Centro                                       | ALDE            | 1/6       | Sin cambios          |
| Finlandia       | Partido del Centro                                       | ALDE            | 3/13      | Sin cambios          |
| Finlandia       | Partido Popular Sueco                                    | ALDE            | 1/13      | Sin cambios          |
| Francia         | Movimiento Demócrata                                     | PDE             | 4/74      | 1                    |
| Francia         | Unión de los Demócratas e Independientes                 | PDE             | 3/74      | 1                    |
| Irlanda         | Independiente: Marian Harkin                             | PDE             | 1/11      | 3                    |
| Lituania        | Movimiento Liberal de Lituania                           | ALDE            | 2/11      | 1                    |
| Lituania        | Partido Laborista                                        | ALDE            | 1/11      | 1                    |
| Luxemburgo      | Partido Democrático                                      | ALDE            | 1/6       | Sin cambios          |
| Países Bajos    | Demócratas 66                                            | ALDE            | 4/26      | 1                    |
| Países Bajos    | Partido Popular por la Libertad y la Democracia          | ALDE            | 3/26      | 1                    |
| Portugal        | Partido da Terra                                         |                 | 2/21      | 2                    |
| Reino Unido     | Liberal Demócratas                                       | ALDE            | 1/73      | 11                   |
| República Checa | ANO 2011                                                 | ALDE            | 4/21      | 4                    |
| Rumania         | Independiente: Mircea Diaconu                            |                 | 1/32      | 2                    |
| Rumania         | Partido Liberal Reformista                               | ALDE            | 1/32      | 2                    |
| Suecia          | Partido Popular Liberal                                  | ALDE            | 2/20      | 1                    |
| Suecia          | Partido del Centro                                       | ALDE            | 1/20      | 1                    |
| Total           | Total                                                    | Total           | 68/751    | 14                   |

Nota: Los datos comparativos son en relación a la organización de los grupos al final del séptimo mandado del Parlamento Europeo, con el Tratado de Lisboa ya en funcionamiento.

a El diputado forma parte del Partido Demócrata Europeo, pero su partido no.

### Mesa del Parlamento
Para la presidencia del Parlamento, el grupo de la Alianza de los Liberales y Demócratas por Europa decidió no presentar candidato y dar apoyo al alemán Martin Schulz, tras un acuerdo con el Grupo del Partido Popular Europeo y el Grupo de la Alianza Progresista de Socialistas y Demócratas. Este acuerdo dará la presidencia, a finales de 2016 al popular Manfred Weber hasta el final de la legislatura.
Para los puestos de la mesa, el grupo logró dos vicepresidencias, una para el finlandés Olli Rehn del Partido del Centro y otra para el alemán Alexander Graf Lambsdorff del Partido Democrático Liberal.